# Калюка
Калю́ка (от колю́чий), также вы́гонка, колю́ка, оберто́новая фле́йта, травя́ная ду́дка, сельефлэйта (у норвежцев), сэльфёйт, сэльпипа (у шведов), паюпилли (у финнов), тили́нка (у украинцев, молдаван и румынов), концовка (у словаков) — духовой народный музыкальный инструмент, являющийся разновидностью продольной обертоновой флейты, поскольку во время исполнения игры на этом музыкальном инструменте выдувают натуральные обертоны. Представляет собой полый цилиндр со специальными отверстиями, изготовленный из стебля татарника колючего или некоторых других растений.
Об использовании инструмента в русской традиционной культуре специалистам стало известно только в 1980 году, после чего он нашёл достаточно широкое применение в русских фольклорных ансамблях. В народной культуре считается исключительно мужским. Аналогичные калюке инструменты встречаются у многих народов мира.

## Этимология
Поскольку калюку чаще всего изготавливали из стеблей такого колючего растения, как татарник колючий, отсюда и пошло название музыкального инструмента — «калюка», то есть «колючий». Другое название — «выгонка», дано за распространённое использование дудки пастухами, по утрам выгонявшим скот на пастбища.

## История
Об инструменте, как и связанных с его применением в русском фольклоре традициях, стало впервые известно в 1980 году от студентов Московской и Ленинградской консерваторий, побывавших в сёлах Большебыково и Подсереднее, расположенных на полпути от Белгорода до Воронежа. Своим открытием студенты заинтересовали фольклористов, занимающихся изучением курско-белгородских народных музыкальных инструментов. В августе того же года были получены первые материалы об этой травяной дудке. В научной среде этот музыкальный инструмент стал известен под названием «обертоновая флейта».
Благодаря исследованиям А. Н. Иванова стало известно, что в сёлах Подсереднее Алексеевского района и Большебыково Красногвардейского района существовала традиция ансамблевой игры на этой флейте. Из села Большебыково её наглядно продемонстрировали старожилы Н. Д. Щебринин (1904 г. р.), Д. Н. Капустин (1907 г. р.), С. Ю. Ермаков (1910 г. р.) и И. А. Косинов (1913 г. р.). Из их рассказов также стало известно и о широком распространении и использовании инструмента — на нём играло практически всё мужское население сёл от мальчишек до стариков и по любому поводу. Под игру на этой дудке, в том числе, исполнялись частушки и танцевали. Юноши охотно играли перед своими избранницами, дабы привлечь к себе их внимание. На калюке, как правило, играли в сумерки или ночью, и очень редко днём.
В Белгородской области также встречалось ещё одно название другому, но похожему музыкальному инструменту — «травинка», который был идентично схож с калюкой. Однако утверждать, что калюка и травинка это один и тот же музыкальный инструмент нельзя, несмотря на всю схожесть этих флейт.
В 1996-м году в журнале «Живая старина» (№ 1) была опубликована статья, в которой её авторы А. Б. Конюхова и В. Н. Теплова рассказывали про жителя села Белобыково деда Данила, который был универсальным игроком на калюке, а также большим любителем народной музыки. В этом же журнале были приведены расшифровки мелодий деда Данила, а на обложке выпуска был изображён старик с достаточно длинной трубой, которой и была калюка.
В начале 1980-х годов в районе сёл Большебыково и Подсереднее традицией исполнения игры на калюке владела только малая часть сельчан пожилого возраста. И лишь только в одном селе — Большебыково, удалось собрать полноценный флейтовый ансамбль.
В настоящее время эта обертоновая флейта имеет достаточно широкое применение в русских городских фольклорных ансамблях, давая надежду на возрождение этого музыкального инструмента. Открытие такого музыкального инструмента, как калюка, является одним из уникальных и недавних открытий в русском фольклоре.

## Конструкция
Калюка состоит из пустотелой цилиндрической трубки, в которой имеется верхнее отверстие для вдува и нижнее для выдува. Также для того, чтобы появлялся непосредственно сам звук флейты, в верхней части трубки проделывается дульце (свисток).

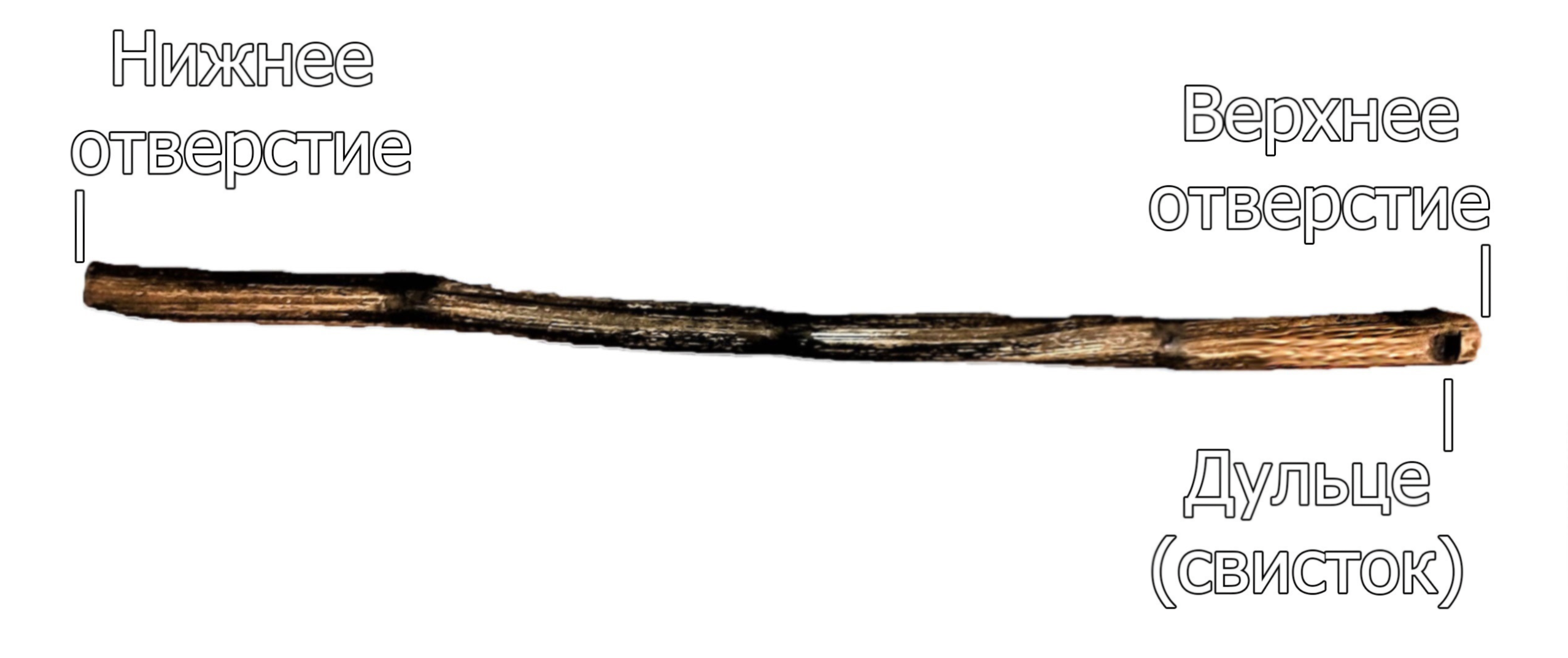
Конструкция калюки

Размер трубки музыкального инструмента может быть разным, в зависимости от роста и длины рук играющего на нём. Для детей это от 25 см до 30 см, а для взрослых — от 72 см до 86 см. Длина трубки также подгоняется по росту владельца. Длина считается приемлемой, если ладонью руки или пальцами можно было закрыть нижнее отверстие на трубе. Поэтому длина флейты не должна превышать размера вытянутой руки от плеча до кончиков пальцев рук. Корпус калюки имеет проход конической формы, слегка сужающийся сверху вниз. Внутренний диаметр трубок составляет от 15 до 25 мм. Диаметр выходного отверстия не превышает 12—14 мм, а верхнего отверстия — 19—23 мм.

## Изготовление
В связи с более чистым и ясным звучанием, в большей степени делали колючие калюки, которые изготавливали из высушенных стеблей татарника колючего (растение из семейства сложноцветных). В меньшей степени (по частоте применения) изготавливали лужные флейты из высушенных и открытых с обоих концов стеблей различных пустотелых зонтичных травянистых растений, таких как, например, дудник, пустырник, борщевик и т. д., а также из стеблей тыквы. Изготавливали флейты также из лыка. Изготовление лыковых калюк являлось довольно сложным делом. Чтобы сделать лыковую дудку нужно было лыко накрутить широкой полосой на кончик пальца так, чтобы потом не превысить допустимую конусность её канала.
Обертоновая флейта считалась сезонным музыкальным инструментом, поэтому для её изготовления было принято использовать прежде всего свежесрезанные стебли растений. Дудками, которые были сделаны из недолговечных материалов, не дорожили — такие инструменты после игры сразу выбрасывали.
При изготовлении калюки нужно соблюдать определённый ряд правил. Срезанный стебель тщательно очищается от листьев и шипов (у татарника колючего), и прокалываются внутренние перепонки, тщательно следя, чтобы стенки ствола не пропускали воздух. Все мелкие дырочки и щели потом заделывают хлебным мякишем или воском. Если делают калюку из различных зонтичных растений, например из борщевика, то прокалывать внутренние перепонки не нужно, поскольку стебли таких растений полые. Также, для верхней части музыкального инструмента используется чуть-чуть утолщенная нижняя часть стебля, на которой собственно и выделывается дульце (свисток). Нижним концом калюки становится верхняя часть стебля, на которой располагается выходное отверстие её канала. Срез для выходного отверстия делается строго поперечным, а срез для дульца под углом в 45 градусов. На получившемся у дульца выступе с внешней стороны стебля вырезается свистковая прорезь (или окошечко).

## Техника игры
Игра на калюке осуществляется путём открывания и закрывания пальцем нижнего отверстия трубки, а также передуванием.
Во время игры музыкальный инструмент держат вертикально вниз двумя руками так, чтобы подушечкой указательного пальца можно было то открывать, то закрывать нижнее отверстие.
В качестве игры на калюке использовались два отверстия. Первое — в верхнюю часть трубы на острый край свистковой прорези, расположенный на бородке (так называли выступ на краю корпуса у дульца обертоновой флейты) путём ритмичного вдува ртом музыканта подаётся струя воздуха; второе — в нижней части трубки, по-такту и ритму, то закрывается то открывается пальцем выходное отверстие трубки.
Для создания звука во флейте музыкант направляет ртом струю воздуха в верхнюю часть инструмента. Направляющая воздушный поток прорезь (или пыж) в самом музыкальном инструменте отсутствует. Поэтому музыкант направляет воздух кончиками губ и языка, воздушный поток выходит через свистковую прорезь внутренней стенки бородки наружу.

## Разновидности
Разновидности калюк зависят от материала, из которого делают инструмент и их срока службы, а также от возраста музыканта, играющего на нём.
Дудки по материалу изготовления делятся на три вида: лужные, колючие и лыковые. Лужные калюки применялись лишь для одноразовой игры, а затем выбрасывались. Колючие калюки, из-за ясного и чистого звучания этих флейт их чаще других сохраняли.

## Типология и различия

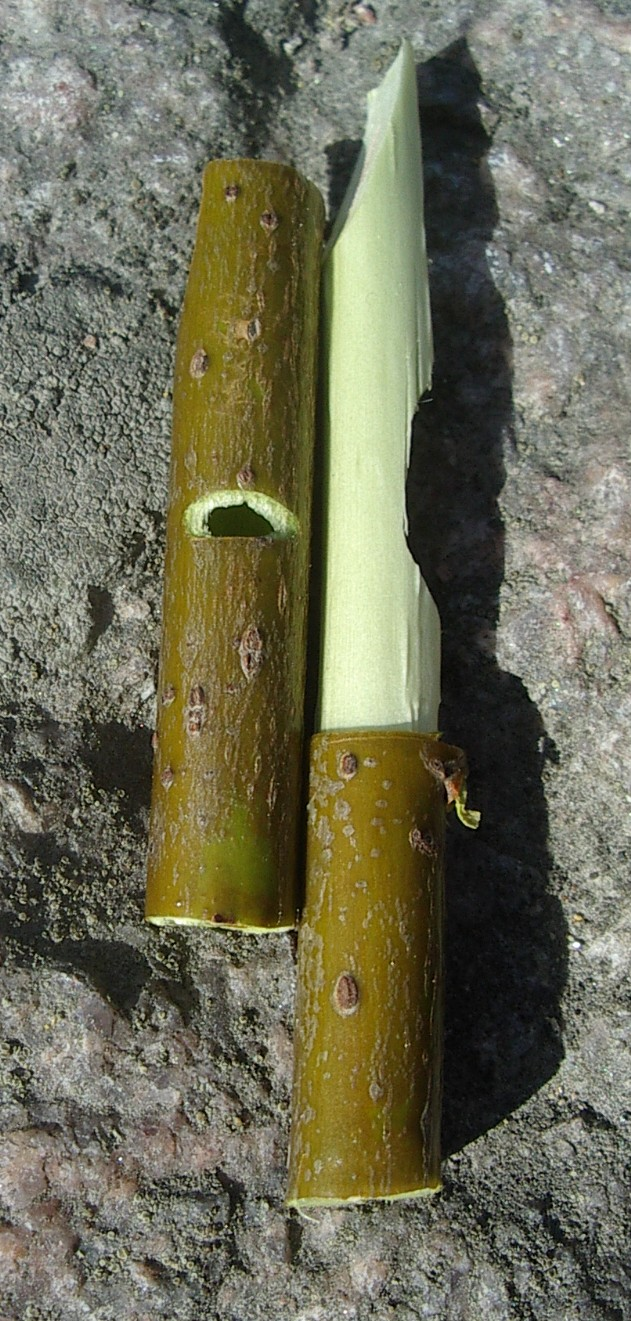
сельефлэйта

Калюка встречается почти у всех народов всех стран и континентов, но под другими именами. Например, у норвежцев это — «сельефлэйта» (норв. seljefløyte), у шведов — «сэльфёйт» или «сэльпипа» (швед. sälgflöjt, sälgpipa), у финнов — «паюпилли» или «питкяхуйлу» (фин. pajupilli, pitkähuilu), у украинцев — «тилинка» (укр. теленка, тилинка), у молдаван и румынов — «тилинкэ» (молд. и рум. тилинкэ, tilincă), у словаков — «концовка» (словац. koncovka).

### Ивовая флейта
Ивовая флейта (англ. willow flute), также желтоватая флейта (англ. sallow flute) — духовой музыкальный инструмент, являющийся разновидностью обертоновой флейты. Распространяется у различных скандинавских народов Европы — у норвежцев это «сельефлэйта» (норв. seljefløyte), у шведов это «сэльфёйт» (швед. sälgflöjt), она же сэльпипа (швед. sälgpipa), у финнов — «паюпилли» (фин. pajupilli). Ивовая флейта изготавливается из ивы козьей или коры ивы. Кроме того, можно использовать и другие лесные породы деревьев. Ove Arbo Høeg считал, что рябина всё чаще используются в западной и южной Норвегии, так как там её больше всего растёт. В редких случаях использовались другие виды деревьев (ясень или ольха).

### Тилинка
Тили́нка (укр. теленка, тилинка, молд. и рум. тилинкэ, tilincă) — украинский, молдавский и румынский народный духовой музыкальный инструмент, являющийся разновидностью обертоновой флейтой (открытая трубка без игровых отверстий). Распространён в деревенском быту. Высота звука зависит от силы дыхания, а также от того, закрыт или открыт нижний конец трубки. Средняя длина тилинки — 35—40 см, но может достигать и 60 см в длину.

### Концовка
Концовка (словац. koncovka) — словацкий народный духовой музыкальный инструмент, являющийся разновидностью обертоновой флейтой, не имеющий игровых отверстий. Длина трубки может достигать до 900 мм, а диаметр отверстия варьируется в пределах — 13—30 мм. Изготавливается флейта в основном из орешника. Играют на ней обычно только пастухи.